# Chặng đua GP Abu Dhabi 2021
Chặng đua GP Abu Dhabi 2021 (tên chính thức Formula 1 Etihad Airways Abu Dhabi Grand Prix 2021) là chặng đua thứ 22, cũng là chặng đua cuối cùng của Giải đua xe Công thức 1 2021. Chặng đua diễn ra từ ngày 10 tháng 12 đến ngày 12 tháng 12 năm 2021 ở trường đua Yas Marina, UAE. Tay đua giành chiến thắng là Max Verstappen của đội đua Red Bull Racing, anh cũng chính thức đoạt chức vô địch mùa giải Công thức 1 2021.
Đây cũng là chặng đua cuối cùng của Kimi Raikkonen.

## Diễn biến
Ở cuộc đua phân hạng, Max Verstappen là người giành pole. Ở cuộc đua chính, Lewis Hamilton đã vượt Verstappen ngay từ pha xuất phát. Sau đó tay đua người Anh đã dẫn đầu cho đến những vòng đua cuối cùng. Đến vòng 52, tay đua Nicholas Latifi gặp tai nạn tông hàng rào khiến cho xe an toàn phải xuất hiện. Tận dụng cơ hội này thì Verstappen đã vào pit để thay bộ lốp mới. Trọng tài cũng cho phép các xe bắt vòng được phép thả vòng giống như ở các lần có xe an toàn khác. Đến khi cuộc đua được phép bắt đầu trở lại thì chỉ còn duy nhất vòng chạy cuối cùng. Verstappen đã vượt được Hamilton để giành chiến thắng và đoạt luôn chức vô địch.

## Kết quả
| Stt                                                                     | Số xe | Tay đua            | Đội đua                   | Lap | Thời gian   | Xuất phát | Điểm |
| ----------------------------------------------------------------------- | ----- | ------------------ | ------------------------- | --- | ----------- | --------- | ---- |
| 1                                                                       | 33    | Max Verstappen     | Red Bull Racing-Honda     | 58  | 1:30:17.345 | 1         | 26   |
| 2                                                                       | 44    | Lewis Hamilton     | Mercedes                  | 58  | +2.256      | 2         | 18   |
| 3                                                                       | 55    | Carlos Sainz Jr.   | Ferrari                   | 58  | +5.173      | 5         | 15   |
| 4                                                                       | 22    | Yuki Tsunoda       | AlphaTauri-Honda          | 58  | +5.692      | 8         | 12   |
| 5                                                                       | 10    | Pierre Gasly       | AlphaTauri-Honda          | 58  | +6.531      | 12        | 10   |
| 6                                                                       | 77    | Valtteri Bottas    | Mercedes                  | 58  | +7.463      | 6         | 8    |
| 7                                                                       | 4     | Lando Norris       | McLaren-Mercedes          | 58  | +59.200     | 3         | 6    |
| 8                                                                       | 14    | Fernando Alonso    | Alpine-Renault            | 58  | +1:01.708   | 11        | 4    |
| 9                                                                       | 31    | Esteban Ocon       | Alpine-Renault            | 58  | +1:04.026   | 9         | 2    |
| 10                                                                      | 16    | Charles Leclerc    | Ferrari                   | 58  | +1:06:057   | 7         | 1    |
| 11                                                                      | 5     | Sebastian Vettel   | Aston Martin-Mercedes     | 58  | +1:07.527   | 15        |      |
| 12                                                                      | 3     | Daniel Ricciardo   | McLaren-Mercedes          | 57  | +1 lap      | 10        |      |
| 13                                                                      | 18    | Lance Stroll       | Aston Martin-Mercedes     | 57  | +1 lap      | 13        |      |
| 14                                                                      | 47    | Mick Schumacher    | Haas-Ferrari              | 57  | +1 lap      | 19        |      |
| 152                                                                     | 11    | Sergio Pérez       | Red Bull Racing-Honda     | 55  | Động cơ     | 4         |      |
| Ret                                                                     | 6     | Nicholas Latifi    | Williams-Mercedes         | 50  | Tai nạn     | 16        |      |
| Ret                                                                     | 99    | Antonio Giovinazzi | Alfa Romeo Racing-Ferrari | 33  | Hộp số      | 14        |      |
| Ret                                                                     | 63    | George Russell     | Williams-Mercedes         | 26  | Hộp số      | 17        |      |
| Ret                                                                     | 7     | Kimi Räikkönen     | Alfa Romeo Racing-Ferrari | 25  | Phanh       | 18        |      |
| Fastest lap: Max Verstappen (Red Bull Racing-Honda) – 1:26.103 (lap 39) |       |                    |                           |     |             |           |      |
| Nguồn:                                                                  |       |                    |                           |     |             |           |      |

## Bảng xếp hạng sau chặng đua
(Chỉ liệt kê top 5 tay đua và đội đua)
|           | Stt | Tay đua          | Điểm  |
| --------- | --- | ---------------- | ----- |
| Unchanged | 1   | Max Verstappen   | 395.5 |
| Unchanged | 2   | Lewis Hamilton   | 387.5 |
| Unchanged | 3   | Valtteri Bottas  | 226   |
| Unchanged | 4   | Sergio Pérez     | 190   |
| 2         | 5   | Carlos Sainz Jr. | 164.5 |
| Nguồn:    |     |                  |       |

|           | Stt | Đội đua               | Điểm  |
| --------- | --- | --------------------- | ----- |
| Unchanged | 1   | Mercedes              | 613.5 |
| Unchanged | 2   | Red Bull Racing-Honda | 585.5 |
| Unchanged | 3   | Ferrari               | 323.5 |
| Unchanged | 4   | McLaren-Mercedes      | 275   |
| Unchanged | 5   | Alpine-Renault        | 155   |
| Nguồn:    |     |                       |       |